# 感震計
感震計（かんしんけい）とは、防災装置の一種。地震の加速度を検出し、加速度が一定値（5ガルや気象庁震度階級での震度5弱相当など機種によって違う）を超えると、警報または制御信号を発する。停電後も8秒間程度は監視を継続するものがある。その地震波をICメモリに記録するものもある。水平方向、垂直方向の各方向専用のものがある。また、施設内に感震計を設置し、工場設備などの燃料供給の感震遮断を行うものや、ブレーカーと連動し施設内の電源供給の感震遮断を行うものがある。

## 製造メーカー
- カナエ
- アズビル
- ネオ・コーポレーション